# Radini
Radini (en italien : Radini) est une localité de Croatie située en Istrie, dans la municipalité de Brtonigla, dans le comitat d'Istrie. En 2001, la localité comptait 111 habitants.

## Démographie
| 1948 | 1953 | 1961 | 1971 | 1981 | 1991 | 2001 |
| ---- | ---- | ---- | ---- | ---- | ---- | ---- |
| 212  | 153  | 151  | 120  | 95   | 102  | 111  |